# Kamerunsporrhöna
Kamerunsporrhöna (Pternistis camerunensis) är en starkt utrotningshotad fågel i familjen fasanfåglar som är endemisk för ett bergsområde i Kamerun.

## Utseende och läten
Kamerunsporrhönan är en 33 cm lång marklevande hönsfågel med röd näbb, röda ben och röd bar hud kring ögat. 33 cm. Hanen är gråaktig under och varmbrun ovan, medan honan är mer brunfläckad under och har grovt bandad ovansida. Liknande fjällig sporrhöna är mörkare under och saknar den röda huden runt ögat. Lätet är karakteristiskt, en ljus, trestavig vissling.

## Utbredning och status
Fågeln förekommer enbart i bergsskogar kring Kamerunberget. Med tanke på det mycket begränsade utbredningsområdet där den hotas av habitatförstörelse kategoriserar internationella naturvårdsunionen IUCN arten som starkt hotad. Världspopulationen uppskattas till endast mellan 700 och 1500 vuxna individer.

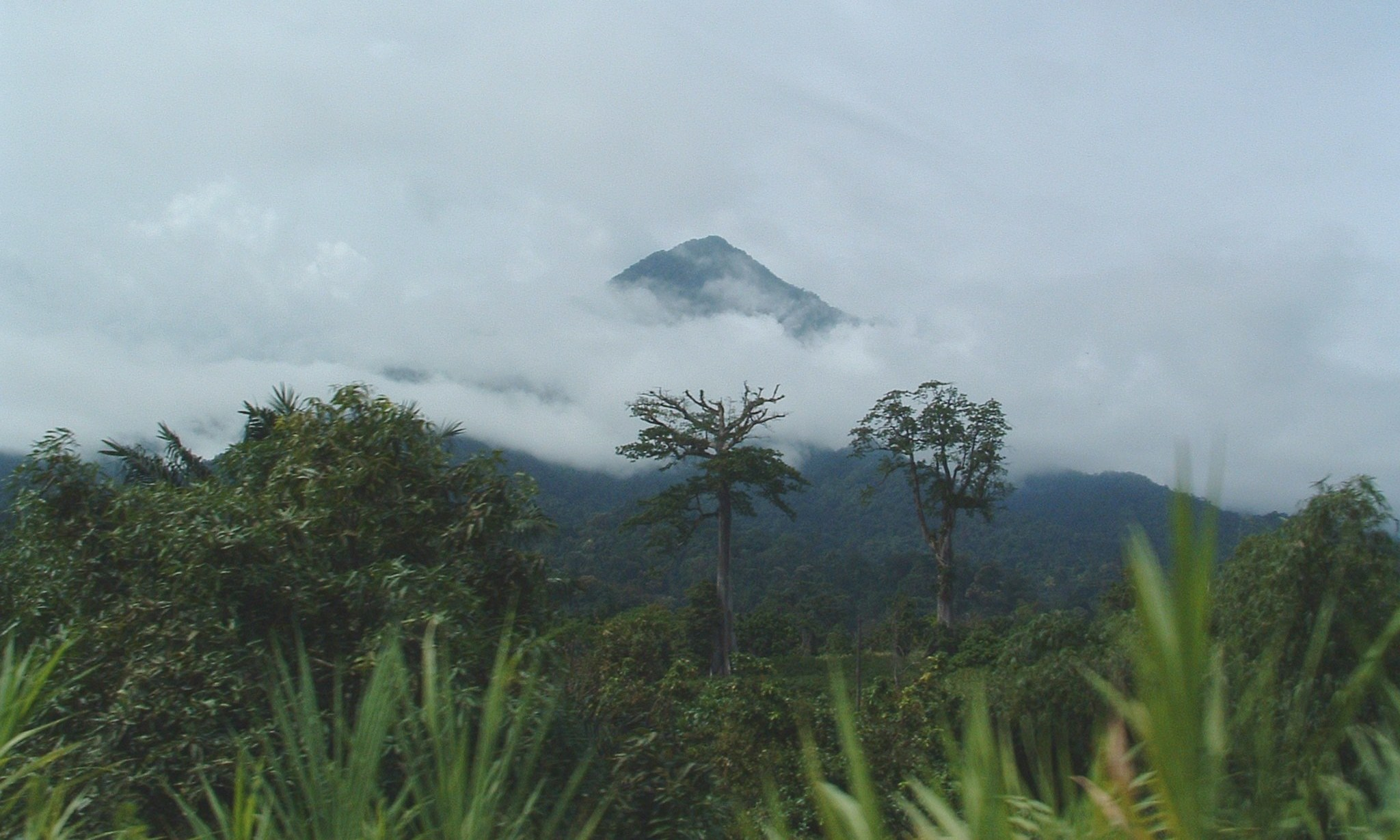
Fågeln förekommer endast kring Kamerunberget.

## Släktestillhörighet
Tidigare placerades den i släktet Francolinus. Flera genetiska studier visar dock att Francolinus är starkt parafyletiskt, där arterna i Pternistis står närmare  t.ex. vaktlar i Coturnix och snöhöns. Även de svenska trivialnamnen på arterna i släktet har justerats från tidigare frankoliner till sporrhöns (från engelskans spurfowl) för att bättre återspegla släktskapet.